# آناستازیا یاکیمووا
آناستازیا یاکیمووا (بلاروسی: Настасся Аляксееўна Якімава؛ زادهٔ ۱ نوامبر ۱۹۸۶) یک تنیس‌باز اهل بلاروس است.